# يوسف كيوان
يوسف كيوان (1984 - ) ممثل أردني.

## حياته
حمل لقب “العندليب الأردني” بعد أن حصل على المركز الثاني في برنامج “العندليب من يكون؟” الذي عُرض على شاشة mbc1 لمدة ثلاثة أشهر، من بين 17 ألف متقدم للبرنامج من جميع أنحاء الوطن العربي. وقبل ذلك شارك في العديد من المهرجانات الغنائية والمسرحية تمثيلاً وغناءً، وحصل على العديد من الجوائز على مستوى محلي وعربي ودولي، مثل مهرجان الأغنية الأردنية الخامس “نحو أصوات أردنية شابة” في عام 2005، ومهرجان الأغنية الأردنية السادس “إبداع نحو التغيير”، حيث فاز بجائزتين لأفضل أداء في الأغنية الخاصة، وأفضل صوت لعام 2006 “الميكروفون الذهبي”، وكذلك جائزة الملك عبد الله الثاني للإبداع والتميز عن أغنية “من نبض قلبي”، كلمات الشاعر فراس حاتم محمود وألحان وتوزيع هيثم سكرية.
وكانت لكيوان مشاركة متميزة في مهرجان شبيب الثاني عشر على مسرح المدرج الروماني، حيث أحيا ليلة “حليميات وطرب”، والتي عُرضت عدة مرات على شاشة الفضائية الأردنية.
أما على مستوى الدراما العربية فقد شارك في مسلسلين : الأول هو “الطريق الوعر” عام 2005 وهو من إخراج المخرج التونسي شوقي الماجري، حيث جسد شخصية شاب إرهابي يقوم بالانتحار في نهاية خط الشخصية، أما الثاني فيحمل عنوان “سلطانة” عام 2006 من إخراج المخرج الأردني إياد الخزوز ويتحدث عن تاريخ ونشأة المملكة الأردنية الهاشمية والتطورات الاجتماعية والسياسية والاقتصادية التي شهدها الأردن منذ تأسيس الدولة. 